# Longchaumois
Longchaumois é uma comuna francesa na região administrativa de Borgonha-Franco-Condado, no departamento de Jura. Estende-se por uma área de 57,6 km². Em 2010 a comuna tinha 1 187 habitantes (densidade: 20,6 hab./km²).